# E 1922
Der Entwurf eines Allgemeinen Deutschen Strafgesetzbuches (1922) ist auch unter den Bezeichnungen E 1922 bzw. „Entwurf Radbruch“ bekannt geworden. Letzteren Namen verdankt er seinem Urheber, dem damaligen Reichsjustizminister Gustav Radbruch (1878–1949), der als Hauptautor der Gesetzesbestimmungen des Entwurfs sowie als alleiniger Autor der Begründung dieser Bestimmungen – im Entwurf als „Bemerkungen“ bezeichnet – gilt.
Obwohl niemals über den Status einer Kabinettsvorlage hinausgelangt, erreichte der Entwurf dennoch einen relativ hohen Bekanntheitsgrad. Dies verdankt sich einigen relativ „modernen“ Besonderheiten des E 1922 – insbesondere auch der vorgesehenen Abschaffung der Zuchthaus- und Todesstrafe – die in den Folgeentwürfen (E 1925, E 1927) wieder gestrichen wurden.